# Nizao (ort)
Nizao är en ort i Dominikanska republiken.   Den ligger i provinsen Peravia, i den sydöstra delen av landet, 40 km sydväst om huvudstaden Santo Domingo. Nizao ligger 29 meter över havet och antalet invånare är 6 530.
Terrängen runt Nizao är huvudsakligen platt, men åt nordväst är den kuperad. Havet är nära Nizao söderut.  Närmaste större samhälle är Baní, 13,3 km väster om Nizao.